# سی-باس
سی-باس (C-Bus) یک پروتکل ارتباطی است بر اساس مدل ۷ لایه‌ای OSI، برای اتوماسیون منازل و ساختمانها که می‌توان تا هزار متر کابل از نوع Cat-5 را در آن استفاده کرد. این پروتکل قبلاً در استرالیا، نیوزلند، آسیا، خاور میانه، روسیه، آمریکا و قسمت‌های دیگری از اروپا از قبیل یونان و رومانی استفاده شده‌است.
C-Bus توسط بخش سیستم‌های یکپارچهٔ شرکت Clipsal استرالیا (که هم‌اکنون بخشی از اشنایدر الکتریک است) برای استفاده با نام تجاری خود در سیستم کنترل روشنایی ساختمان‌ها و اتوماسیون‌های خانگی ساخته شد. C-Bus برای مدت کوتاهی در آمریکا استفاده می‌شد و موجود بود ولیکن «اشنایدر الکتریک» فروشش را در آمریکا متوقف کرد.
C-Bus در سیستم‌های کنترل اتوماسیون خانگی و همچنین سیستم‌های کنترل روشنایی ساختمان‌های
تجاری استفاده می‌شود. C-Bus بر خلاف پروتکل رایج X10 که از یک سیگنال تحمیل شده بر خطوط
AC استفاده می‌کند، از یک کابل ولتاژ پایین اختصاصی یا شبکه بی‌سیم ۲ طرفه برای برای انتقال سیگنالهای فرمان دهی و کنترل، استفاده می‌کند که این امر قابلیت اطمینان انتقال فرمان را بهبود می‌بخشد و C-Bus را نسبت به X10 برای برنامه‌های تجاری بزگ مناسب تر می‌سازد.

## سیستمC-Bus
سیستم C-Bus می‌تواند برای کنترل اتوماتیک یا از راه دور محصولات، روشنایی و دیگر سیستم‌های الکتریکی به کار رود و همچنین می‌تواند با سیستم‌های امنیت خانگی، محصولات صوتی تصویری و دیگر
محصولات الکتریکی در تعامل باشد. سیستم C-Bus به دو صورت کابلی و بی‌سیم موجود است با گذر گاهی که امکان انتقال اطلاعات را بین سیستم‌های کابلی و بی‌سیم ممکن می‌سازد.
سیستم کابلی C-Bus از کابل‌های استاندارد دستهٔ 5 UTP به عنوان کابل‌های شبکه‌ای استفاده می‌کند و نیازی به قطع کننده جریان در پایان خط ندارد. شرکت Clipsal نوع خاصی از کابل‌ها دستهٔ ۵ را برای استفاده در پنل‌های توزیع برق تولید می‌کند. این کابل یک روکش صورتی خارجی دارد که برای اطمینان از جداسازی الکتریکی کافی بین ولتاژ اصلی برق موجود در پنل‌های توزیع و ولتاژ فوق‌العاده کم C-Bus ارزیابی شده و مورد استفاده قرار می‌گیرد. در خارج از پنل‌های توزیع می‌توان از کابل‌های استاندارد دستهٔ 5 UTP استفاده کرد.
سیم کشی دسته ۵ شبکه C-Bus از یک طرح معماری آزاد توپولوژی استفاده می‌کند. نهایت طول کابلی که می‌توان در C-Bus استفاده کرد، ۱۰۰۰ متر است اگر چه به راحتی می‌توان با پل‌های شبکه‌ای C-Bus آن را افزایش داد. تا ۱۰۰ واحد از این پل‌ها را می‌توان بر یک شبکه C-Bus نصب کرد که همین تعداد را هم می‌توان با پل‌ها ی شبکه عادی افزایش داد.
حداکثر تعداد شبکهٔ C-Bus در یک تأسیسات ۲۲۵ می‌باشد (لازم است ذکر شود اگر از رابط اترنت C-Bus استفاده شود، این محدودیت رفع شده و سایز سیستم فقط به آدرس دهی (IP IP Addressing) محدود می‌شود). بیش‌ترین تعداد شبکه‌هایی که به‌طور سری به شبکه محلی، توسط پل‌های شبکه‌ای متصل هستند ۷ عدد می‌باشد.
هر واحد استاندارد C-Bus برای بکار افتادن نیاز به 18 mA, Vdc ۱۵–۳۶ دارند، درحالی که برخی از واحدهای C-Bus تا 40 mA هم نیاز دارند.
می‌توان بیش از یک منبع تغذیه را به شبکه C-Bus برای تأمین نیروی مورد نیاز متصل کرد، بار وارده به‌طور مساوی بین آن‌ها تقسیم می‌شود.
هر شبکه C-Bus در صورتی که در آن واحدهای C-Bus نارسایی وجود داشته باشد، نیاز به یک network burden (بردن شبکه) دارد. burden را بر روی واحدهای خروجی C-Bus به‌طور نرم‌افزاری می‌توان فعال کرد یا می‌توان یک burden سخت‌افزاری را به شبکه متصل کرد.
هر شبکه C-Bus حد اقل نیاز به یک سیستم generating clock برای هماهنگ سازی اطلاعات نیاز دارد.
فاصلهٔ بین مدار منبع اصلی و مدارV DC 36 سیستم C-Bus، به مقدار kv 3.5 می‌باشد، که این
مقدار توسط ترانسفورماتور ۲ سیم پیچ و اپتوکوپلر به دست می‌آید. این بدین معنا است که که سیم کشی، ارتباطات و مدار بندی در C-Bus را می‌توانیم به صورت ولتاژ بسیار پایین در نظر گرفت.

## طراحی سیم کشی سیستمC-Bus
در سیم کشی رایج معمولی، خط اصلی نیرو (۱۲۰-۲۲۰-۲۴۰) از تابلوی توزیع به بار از طریق یک سویچ دیواری سیم کشی شده‌است.

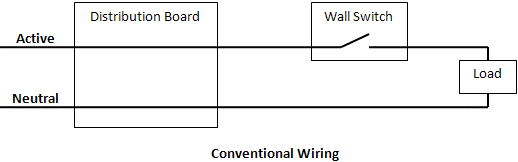
سیم کشی معمولی

در سیستم‌های C-Bus ارتباط بین تابلوی توزیع و لامپ‌های سقفی و بین تابلوی توزیع و جعبهٔ اتصال (تقسیم) ،(کلید دیواری) به‌طور کامل از هم جدا می‌باشد. در ضمن هیچ ربطی بین جعبه اتصال و لامپ‌های سقفی مربوطه وجود ندارد.

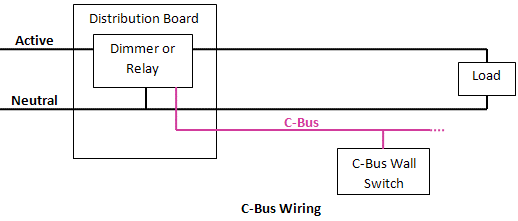
سیم کشی C-Bus

مدار فرمان در سیستم C-Bus که بر روی تابلوی توزیع نصب شده‌اند و جایگزین " دیمر " یا " رله " در یک سوییچ‌های رایج در سیم کشی‌های مرسوم شده‌اند، تعبیه شده‌است. این دیمر (یا رله) یک خط اتصال ۱۲۰/۲۲۰ دارد که به‌طور مستقیم به چراغ‌های سقفی کشیده شده و یک خط اتصال بی اثر که از چراغ‌های سقفی به دیمر کشیده شده‌است نیز دارد. دیمر به‌طور مستقیم روشنایی را کنترل می‌کند و فرمان‌هایش را از دستگاه‌های دیگر درون شبکه C-Bus می‌گیرد. (برای مثال کلید چراغ نصب شده بر روی دیوار). این سوییچ دیواری به هیچ وجه به هیچ باری متصل نمی‌شود، بلکه مستقیماً با استفاده از کابل کنترل و سیگنال متصل می‌شود.

## مشارکت و همکاری درC-Bus
از تاریخ ۹ دسامبر ۲۰۰۸ شرکت clipsal پروتکی C-Bus را در دسترس هر کس که بخواهد ارتباط برنامه‌نویسی با آن بر قرار کند، قرار داده‌است.
با استفاده از یکی از ماژول‌های رابط C-Bus شرکت {{عبارت چپ چین|clipsal) {{PCI برای RS232 یا USB و CNI برای اترنت TCP/IP)، شما می‌توانید با دیگر سیستم‌های اتوماسیون خانگی یا برنامه‌های بر روی دستگاه‌های اندرویدی، آیفون و … ارتباط بر قرار کنید. تنها کافی است که کابل شبکه را از روتر wifi خانه به ماژول‌های اترنت C-Bus وصل کرده و به راحتی تمام اتوماسیون منزل را با گوشی کنترل کنید. شما همچنین
می‌توانید از همین روش برای ادغام کردن از C-Bus و HomeSeer با استفاده از MCSxAP، استفاده نمایید. در تئوری شما هم چنین می‌توانید این کار را برای هماهنگ کردن (ادغام کردن) c-bus با کامپیوتر شخصی از طریق ماژول‌های X10 می‌توانید انجام دهید.
اگر شما برنامه‌نویس c++/java/.net هستید، شما می‌توانید اطلاعات پروتکل C-Bus از طریق سایت زیر به دست آورید:
http://www2.clipsal.com/cis/technical/downloads
پروتکل c-bus با استفاده از مدل مرجع ۷ لایهٔ OSI توسعه داده شده‌است. c-bus از چندین رابط از قبیل RS232 و TCP/IP پشتیبانی می‌کند و باعث می‌شود که این پروتکل در اختیار شرکت‌های ثالث قرار گیرد. Clipsal همچنین یک برنامه سرور به اسم C-Gate، به منظور آسان سازی هماهنگ سازی نرم‌افزاری، تولید کرده‌است. رابط مشخصات C-Bus از طریق c-bus enabled program به‌طور رایگان
در دسترس است. اگرچه لازم است با آیین‌نامه شرکت توافق کنید. همچنین امکان‌پذیر است تا به یک شریک فعال C-Bus تبدیل شوید که این امر نیازمند پرداخت مبلغی پول می‌باشد اما در ازای آن سطح بهتری از پشتیبانی را برای توسعه و دسترسی فراهم می‌سازد.

## آیندهC-Bus
C-Bus به‌طور مقدماتی در درجه اول به عنوان اتوماسیون خانگی و سیستم کنترل روشنایی ساختمان‌های تجاری در استرالیا و نیوزلند استفاده می‌شود. C-Bus در حال حاضر در آسیا، انگلستان (خیابان ۱۰ دانینگ، استادیوم ومبلی و باشگاه منچستر سیتی)، روسیه و تعدادی از کشورهای دیگر استفاده می‌شود . کنترل گرهای سیستم‌های بی‌سیم و کابلی C-Bus با استفاده از سیم کشی موجود اصلی می‌توانند جایگزین شوند.